# Sericoptera chartaria
Sericoptera chartaria är en fjärilsart som beskrevs av Achille Guenée 1858. Sericoptera chartaria ingår i släktet Sericoptera och familjen mätare. Inga underarter finns listade i Catalogue of Life.